# ツェルメロ集合論
ツェルメロ集合論（ツェルメロしゅうごうろん、英: Zermelo set theory、時々 Z- と表記される）とは、1908年にエルンスト・ツェルメロの影響力のある論文から始まった、現代のツェルメロ＝フレンケル集合論（ZF）やその拡張であるフォン・ノイマン＝ベルナイス＝ゲーデル集合論（NBG）などの始祖である。ツェルメロ集合論は、その後継の集合論とは特定の違いがあるものの、必ずしも理解されているわけではなく、頻繁に誤って引用されている。この記事では原文の公理について、（日本語に訳した）原文のテキストと原文の番号付けで説明を始める。

## ツェルメロ集合論の公理
ツェルメロ集合論の公理の言明の対象のうち、いくつかは集合に対する言明であり（ただし必ずしもすべてではない）、それ以外はアトム(urelement)や集合以外に対する言明である。ツェルメロの言語では暗黙的に帰属関係 ∈、等号関係 = （背景の論理に含まれていないならば）、そして対象が集合であるかどうかを述べる単項述語が含まれる。新しい版の集合論では、アトムをなくし単項述語が不要になるように、しばしばすべての対象が集合であることを仮定する。
1. 公理 I. 外延性の公理 (Axiom der Bestimmtheit) 「集合 M のすべての要素が集合 N の要素でもあり、逆も成り立てば、M ≡ N である。要するに、すべての集合は要素によって決定される。」
2. 公理 II. 基本的集合の公理 (Axiom der Elementarmengen) 「要素を一切持たない集合である空集合 ∅ が存在する。a が議論領域の任意の対象であるならば、a を含み要素が a のみである集合 {a} が存在する。a と b が議論領域の任意の2つの対象であるならば、要素として a と b を含むが a, b 両方と異なる対象 x は含まない集合 {a, b} がつねに存在する。」対の公理も参照せよ。
3. 公理 III. 分出公理 (Axiom der Aussonderung) 「命題関数 –(x) が集合 M のすべての要素に対して定義されているならば、M は、–(x) が真である M の要素のみからなる部分集合 M' を持つ。」
4. 公理 IV. 冪集合公理 (Axiom der Potenzmenge) 「すべての集合 T に対して、対応する集合 T' が存在する。T' は要素が T のすべての部分集合のみからなる、T の冪集合である。」
5. 公理 V. 和集合の公理 (Axiom der Vereinigung) 「すべての集合 T に対して、対応する集合 ∪T が存在する。∪T は要素が T のすべての要素の要素のみからなる、T の和集合である。」
6. 公理 VI. 選択公理 (Axiom der Auswahl) 「T が集合であり、T の要素がすべて ∅ ではなく互いに素な集合であるならば、その和集合 ∪T には、T の各要素と共通する要素を1つだけ持つ部分集合 S1 が、少なくとも1つ含まれる。」
7. 公理 VII. 無限公理 (Axiom des Unendlichen) 「議論領域中に集合 Z が少なくとも1つ存在する。集合 Z は空集合を要素として含み、集合 Z の各要素 a に対して {a} という形の追加要素が対応するように構成されている。すなわち、集合 Z は要素として各 a のほかに対応する集合 {a} も含む。」

## 標準的な集合論との関連
最も広く用いられ受け入れられている集合論は ZFC として知られる、選択公理(AC)を含んだツェルメロ＝フレンケル集合論である。上記のリンクはツェルメロの公理とZFC公理との対応を示している。「基本的集合の公理」は正確に一致するものがない。（単集合は現在「対の公理」と呼ばれるものから導出できることが後から示された。具体的には、a が存在するならば、a と a が存在するため、{a, a} も存在し、外延性の公理から {a, a} = {a} となる。）空集合の公理は無限公理ですでに仮定されており、現在はZFC公理の一つとして含まれている。
ツェルメロ集合論は置換公理と正則性公理を含まない。置換公理は1922年のアドルフ・フレンケルとトアルフ・スコーレムの論文で導入された。フレンケルとスコーレムは独立に、ツェルメロ公理では集合 {Z0, Z1, Z2,… }（ここでZ0は自然数の集合、Zn + 1はZn の冪集合である）の存在を証明できないことを発見した。フレンケルもスコーレムもこの証明には置換公理が必要であると気づいていた。翌年、ジョン・フォン・ノイマンはフォン・ノイマン順序数の構築に正則性公理が必要であると指摘した。正則性公理は1925年にフォン・ノイマンによって定義された。
現代のZFC公理系において、分出公理における「命題関数」とは「パラメータを含む一階の論理式で定義される任意の特徴」として解釈されるため、分出公理は公理図式で置換される。「一階の論理式」という概念はツェルメロが自身の公理系を発表した1908年には知られておらず、ツェルメロは後にこの解釈をあまりにも限定的であるとして拒絶していた。ツェルメロ集合論はふつう、分出公理のそれぞれの一階の論理式を公理図式で置換した、一階理論として捉えられる。ツェルメロ集合論を二階述語論理の理論として捉えることもでき、その場合は分出公理は単に一つの公理となる。ツェルメロ集合論の二階述語論理としての解釈はおそらくツェルメロ自身の考え方に近く、一階述語論理での解釈よりも強いものである。
ZFC集合論の通常の累積的階層 Vα（αは順序数）において、最初の無限順序数ωより大きい任意の極限順序数αに対する集合 Vα（例えば Vω·2）は、ツェルメロ集合論のモデルとなる。そのため、ツェルメロ集合論の無矛盾性は ZFC の定理である。Vω·2 では ℵω 以上の無限基数を含まずにツェルメロの公理がモデル化されるため、ゲーデルの完全性定理により、ツェルメロ集合論ではこれらの基数の存在を証明できない。（基数と順序数は通常の形の定義では不具合があるため、ツェルメロ集合論においては基数を異なる形で定義する必要がある。というのも、通常の形で定義した場合、順序数 ω·2 の存在さえも証明できない。）
無限公理は今日では通常、最初のフォン・ノイマン順序数 ω の存在を主張する形に変えられる。元のツェルメロ公理はこの集合の存在を証明できない。変更版のツェルメロ公理はツェルメロの無限公理を証明できない。ツェルメロの公理（元あるいは変更版）は、集合としての Vω の存在や、添字が無限である任意のランクの累積的階層集合の存在を証明できない。
ツェルメロは、集合ではなく要素を持たないアトム（urelement）の存在を許容した。アトムは集合論では通常取り除かれる。

## マックレーン集合論
Mac Lane (1986) で導入されたマックレーン集合論は、分出公理を各量化子が有界である一階の論理式に制限したツェルメロ集合論である。
マックレーン集合論は強さとして自然数対象のトポス理論や、『プリンキピア・マテマティカ』のシステムに類似する。これは、集合論や論理学に直接関係しない、ほぼすべての通常の数学を行えるほどの強さである。

## ツェルメロの論文の目的
論文の導入部で、集合論分野のまさに存在こそが「特定の矛盾や『二律背反』によって脅かされているように見える。その矛盾は、どうやらわれわれの思考を必然的に支配するような集合論の原理であり、そしてそれに対して完全に満足できる解決策はまだ見つかっていない」と述べられている。ツェルメロは当然「ラッセルの二律背反」にも言及している。
ツェルメロはゲオルク・カントールやリヒャルト・デーデキントのもとの理論をいかにして、数個の定義と7つの原理・公理まで減らせるかを示したいと述べていた。また、その公理が無矛盾であると証明できていないと述べていた。
非構成主義者による無矛盾性の主張は以下のとおりである。以下のように、順序数 0, 1, 2, ...,ω, ω + 1, ω + 2,..., ω·2 の1つである α に対して Vα を定義する：
- V0 は空集合である。
- β + 1 という形の後続順序数である α に対して、Vα を Vβ のすべての部分集合の集まりとして定義する。
- 極限順序数 α（例えば ω, ω·2）に対して、Vα を β<α に対する Vβ の和集合と定義する。

すると、ツェルメロ集合論の公理は無矛盾になる。これらの公理はモデル Vω·2 の中で真であるためである。非構成主義者はこれを有効な主張であるとみなすかもしれないが、構成主義者はそうでないと考えるだろう：Vω までの集合の構成には問題ないが、Vω + 1  の構成はそれほど明確ではない。なぜならば、Vω の各部分集合を構成的に定義できないためである。この主張は、ツェルメロ集合論に1つ新たに（単に Vω·2 が存在するという）無限公理を加えることで、有効な証明になる。これは構成主義者に対して説得力がないかもしれないが、ツェルメロ集合論の無矛盾性を元のツェルメロの理論から大きく違わず、少し強力な理論で証明できることを示している。

## 分出公理
ツェルメロは、自身の公理系の公理 III で上記の矛盾を解消できるとコメントした。これは、カントールによるもとの定義とは以下のように異なる。
集合は任意の論理的に定義可能な概念では独立的に定義できない。集合は上記と同じやり方で構成されなければならない。例えば、集合は冪集合から構成できる。もしくは、すでに「所与」の集合の部分集合として分離できる。ツェルメロが言うには、これで「すべての集合の集合」や「すべての順序数の集合」といった矛盾を起こす概念を排除できる。
ツェルメロは以下の定理によってラッセルのパラドックスを解消している：「すべての集合 M は少なくとも1つ、M の要素でない部分集合 M0 を持つ。」M0 を、公理 III より「x∉ x」 という性質で分離された M の部分集合とする。すると M0 は M に含まれない。ここで
1. M0 が M0 に含まれるならば、M0 は x が x （つまり M0 自身）に含まれるような要素 x を含むが、これは M0 の定義（x∉ x）に矛盾する。
2. M0 が M0 に含まれず、かつ M0 を M の要素と仮定すると、M0 は定義 x∉ x を満足する M の要素であるため M0 に含まれるが、これは矛盾である。

ゆえに、M0 が M に含まれるという仮定は誤りであり、定理が証明される。したがって普遍領域 B のすべての対象を同一の一つの集合の要素にすることはできない。「考える限り、これによってラッセルの二律背反を解消できる。」
この議論には「領域 B」が何かを指している問題が残っており、そこから真のクラスという考え方が導かれる。

## カントールの定理
ツェルメロの論文は「カントールの定理」という初めて名付けて言及したものであっただろう。
カントールの定理とは、「M が任意の集合のとき、つねに M < P(M) （M の冪集合）であり、どの集合も、その部分集合の集合よりも小さな濃度を有する」というものである。
ツェルメロは関数 φ: M → P(M) を考えることでカントールの定理を証明した。公理 III によって以下の集合 M'を定義する。
M' =  {m:  m ∉ φ(m)}.
しかし M' の要素 m は M' に対応しない、すなわち φ(m' ) = M' にならない。そうでなければ、矛盾を構成できる：
1) m' が M' に含まれるならば、定義より m'  ∉ φ(m' ) = M'  であり、これは矛盾の1つ目になる。
2) m' は M' に含まれず M に含まれるならば、定義より m'  ∉ M'  = φ(m' ) であり、定義から m' は M' に含まれることが導かれる。これが矛盾の2つ目になる。
したがって、矛盾より m' は存在しない。この証明はツェルメロがラッセルのパラドックスを解消した方法と似ていることに注意せよ。

### 引用文献
- Ferreirós, José (2007), Labyrinth of Thought: A History of Set Theory and Its Role in Mathematical Thought, Birkhäuser, ISBN 978-3-7643-8349-7.

### 一般文献
- Mac Lane, Saunders (1986), Mathematics, form and function, New York: Springer-Verlag, doi:10.1007/978-1-4612-4872-9, ISBN 0-387-96217-4, MR0816347.
- Zermelo, Ernst (1908), “Untersuchungen über die Grundlagen der Mengenlehre I”, Mathematische Annalen 65 (2):  261–281, doi:10.1007/bf01449999. English translation: Heijenoort, Jean van (1967), “Investigations in the foundations of set theory”, From Frege to Gödel: A Source Book in Mathematical Logic, 1879-1931, Source Books in the History of the Sciences, Harvard Univ. Press, pp. 199–215, ISBN 978-0-674-32449-7.